# Tortula sordida
Tortula sordida är en bladmossart som beskrevs av Theodor Carl Karl Julius Herzog 1920. Tortula sordida ingår i släktet tussmossor, och familjen Pottiaceae. Inga underarter finns listade i Catalogue of Life.